# فيرنر أيكمن
فيرنر أيكمن (بالفنلندية: Werner Ekman)‏ هو لاعب رماية فنلندي، ولد في 15 مايو 1893 في Rantasalmi ‏ في فنلندا، وتوفي في 3 أكتوبر 1968 في سينايوكي في فنلندا.

## وصلات خارجية
- فيرنر أيكمن على موقع أوليمبيديا (الإنجليزية)